# Zhang Guotao

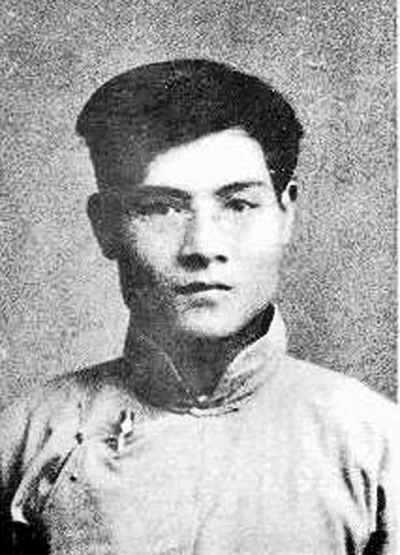
Zhang Guotao, Aufnahme von vor 1927

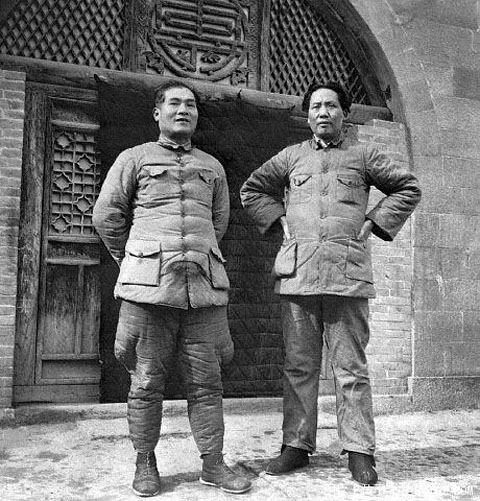
Zhang Guotao mit Mao Zedong im Jahre 1938

Zhang Guotao (chinesisch 張國燾 / 张国焘, Pinyin Zhāng Guótāo, W.-G. Chang Kuo-t'ao; * 26. November 1897 in Pingxiang; † 3. Dezember 1979 in Toronto) war einer der ersten Führer der Kommunistischen Partei Chinas und militärischer Führer während des Chinesischen Bürgerkriegs. Er war innerparteilicher Konkurrent Mao Zedongs. Nachdem er diesem im Machtkampf unterlegen war, lief er zur Kuomintang über und ging schließlich nach Kanada ins Exil.

## Leben
Zhang wurde in der Bergbaustadt Pingxiang im Westen der Provinz Jiangxi geboren, seine Eltern waren wohlhabende Hakka-Landbesitzer. Die Grenzregion zwischen Hunan und Jiangxi wurde in Zhangs Kindheit von Aufständen erschüttert, die das Ziel hatten, die Qing-Dynastie zu stürzen und die Ming-Dynastie wiedereinzusetzen. Die Gewalt, die Zhang erlebte, prägten ihn, wenngleich sein Umfeld mit den Zielen der aufständischen Geheimgesellschaften sympathisierte. Zhang erhielt in Pingxiang eine klassische konfuzianistisch orientierte und in Nanchang eine westliche Bildung. Er studierte ab 1916 an der Universität Peking, wo er die Bekanntschaft des späteren ersten KP-Generalsekretär Chen Duxiu machte und wo er durch Li Dazhao, einem der ersten Marxisten Chinas, mit marxistischem und kommunistischem Gedankengut in Verbindung kam: Ab 1920 leitete Li eine Studiengruppe für marxistische Theorie in Beijing, an der neben Zhang auch Zhao Shiyan, Deng Zhongxia, Qu Qiubai, Yun Daiying und Mao Zedong teilnahmen. Er nahm an Bewegung des vierten Mai teil, bei der vor allem junge Chinesen gegen die Auswirkungen des Friedensvertrag von Versailles auf China protestierten. Danach wurde er ein bekannter Studentenführer und vertrat die Peking-Universität in den neugegründeten Vereinigungen von Studenten. Unter dem Eindruck der Oktoberrevolution in Russland wurde Zhang Gründungsmitglied der Kommunistischen Partei Chinas im Jahre 1921. Auf dem ersten Parteitag der KP Chinas in Shanghai, der unter Zhangs Vorsitz stattfand, wurde er zu einem der drei Mitglieder des Zentralkomitees gewählt.  Zhang war der einzige der späteren Führung der Kommunistischen Partei, der sich aktiv an den Demonstrationen der Bewegung beteiligt hatte. Ende 1921 und Anfang 1922 vertrat Zhang die Kommunistische Partei Chinas bei Komintern-Konferenzen, wo er auch mit Lenin sprach. Daneben war er Führungsmitglied der Gesamt-Nationalen Allgemeinen Arbeitergewerkschaft (中華全國總工會), an deren Gründung er am 18. Mai 1925 mitgewirkt hatte und Chefredakteur des Gewerkschaftsblatts Arbeiter-Wochenzeitung (勞動周報). Wegen seiner gewerkschaftlichen Aktivitäten – unter anderem führte er mit Li Lisan und Liu Shaoqi mehrere größere Streiks bei der Eisenbahn und in der Textilindustrie an – wurde er während der Ära der Kriegsherren in Haft genommen, denn der Kriegsherr Wu Peifu war für seine Truppen-, Beute- und Materialtransporte stark von der Peking-Hankou-Eisenbahn abhängig.
Als die Komintern-Vertreter versuchten, die Führung der damals noch sehr kleinen Kommunistischen Partei für die Erste Einheitsfront mit der Kuomintang zu gewinnen, lehnte Zhang – wie auch die anderen Mitglieder des Zentralkomitees – diese Idee ab. Der Komintern-Vertreter Maring musste die Einheitsfront mit Verweis auf die Parteidisziplin und die finanzielle Abhängigkeit der KP von der Komintern durch Zwang herstellen. Zhang protestierte gegen den Beschluss, dass alle KP-Mitglieder automatisch in die Kuomintang eintreten sollten, in der Folge verlor er seinen Posten als Organisator der Partei an Mao Zedong. Zhang wurde Mitglied im Exekutivkomitee der Kuomintang, aus dem die Kommunisten im Dezember 1925 ausgeschlossen wurden. Während Chiang Kai-sheks Nordexpedition führte er die Gewerkschaften in Shanghai und ging später nach Wuhan, dem damaligen Zentrum des linken Flügels der Kuomintang, er war auch aktiver Teilnehmer an der Bewegung des 4. Mai, indem der Streiks organisierte, die vor allem die in China tätigen britischen Unternehmen treffen sollten. Nach dem Bruch zwischen der KMT und den Kommunisten zählte Zhang zu den Organisatoren des gescheiterten Nanchang-Aufstands 1927, obwohl er ursprünglich von der Komintern den Auftrag bekommen hatte, ihn abzusagen. Im Verlaufe der Zeit fungierte Zhang in der Kommunistischen Partei auf mehreren Positionen: Er war Direktor der Organisationsabteilung, Führer der Delegation zur Komintern, Vizevorsitzender der Chinesischen Sowjetrepublik und politischer Kommissar der Roten Armee. Von 1928 an war er Vertreter der Kommunistischen Partei bei der Komintern in Moskau, von wo er erst Anfang 1931 zurückkam. Im Jahre 1931 wurde er von der Partei in den entlegenen Eyuwan-Sowjet im Grenzgebiet von Hubei, Henan und Anhui entsandt, der für die Partei von zweitrangiger Bedeutung war, denn die Regierung der Chinesischen Sowjetrepublik befand sich im Jiangxi-Sowjet. Im November 1932 musste Zhang unter dem Druck der Regierungstruppen seinen Sowjet nach Nord-Sichuan und Shaanxi verlegen. In beiden Basen führte er blutige politische Säuberungen durch, um seine absolute Autorität durchzusetzen, seine Politik brachte aber auch eine gewisse wirtschaftliche Prosperität mit sich. Am 7. November 1931 wurde Zhang zum Vizepräsidenten der Chinesischen Sowjetrepublik ernannt.
Als die kommunistischen Truppen des Jiangxi-Sowjets aus ihrer Umkreisung durch die Truppen Chiang Kai-sheks ausbrachen und damit der Lange Marsch begann, war die Vereinigung mit der 4. Roten Frontarmee des Eyuwan-Sowjets unter Zhang Guotao eines der möglichen Fluchtziele. Im März brachen auch die von Zhang Guotao und Xu Xiangqian befehligten Truppen – fünf Armeen mit 14 Divisionen mit mehr als 70.000 Soldaten, davon ein Frauenregiment – aus ihrer Basis aus und zogen in Richtung Nordwest-Sichuan. Im Juni traf die erschöpfte und an der Grenze der Vernichtung stehende 1. Rote Frontarmee von Mao Zedong auf die deutlich besser ausgerüsteten und zahlenmäßig stärkeren Truppen von Zhang Guotao. Am 24. Juni trafen Mao und Zhang in Lianghekou zusammen, um in Anwesenheit weiterer Politbüromitglieder über das weitere Vorgehen, insbesondere einen strategischen Plan für die beiden Armeen, zu beraten. Es kam hier und bei einer weiteren Konferenz in Maoergai am 5. August zum Zerwürfnis zwischen den beiden Anführern. Zhang wollte in von ethnischen Minderheiten bewohnten Regionen von Sichuan eine neue kommunistische Basis schaffen, Mao hatte jedoch erfahren, wie schwierig das Überleben in genau diesen Regionen war. Maos Plan war es, über Xikang nach Xinjiang zu marschieren, wo die Wege für sowjetische Unterstützung kurz waren. Dieser Plan wurde verworfen, als man erfuhr, dass es im Norden von Shaanxi eine von Liu Zhidan kommandierte kommunistische Basis gab. Zhang verlangte darüber hinaus mehr Einfluss – schließlich befehligte er viel mehr Soldaten als Mao und seine Anhänger – und war in der Lage, einige Parteiämter für sich zu reklamieren. Man entschied sich, die Armee zu teilen. Zhang und Zhu De zogen mit der westlichen Armeekolonne zuerst an die Grenze mit Qinghai und wandten sich dort in Richtung Süden wenden, da der Weg nach Gansu versperrt war. In Garzê versuchte Zhang zwischen November 1935 und Juni 1936, ein neues Parteizentrum aufzubauen. Bereits am 5. Oktober hatte er ein neues Zentralkomitee gegründet und schloss Mao Zedong, Zhou Enlai, Bo Gu und Luo Fu aus der Partei aus. Er plante sogar, Mao und einige seiner Unterstützer wenn nötig umbringen zu lassen, was jedoch von Ye Jianying und Yang Shangkun verraten wurde. Ye und Yang liefen zur Faktion von Mao über und nahmen dabei auch Zhangs Codebücher mit, so dass Zhang den Kontakt zur Komintern verlor und Mao praktisch die Kontrolle über die Partei zurückerlangte. Von dort zog Zhang wieder in Richtung Norden, bis fast an die Grenze von Shaanxi, in Huining beschloss man jedoch, erneut in Richtung Westen zu marschieren. Ende November kam Zhang in Maos Basis im nördlichen Shaanxi an. Im Januar 1937 wurden Zhangs Truppen beim Versuch, einen Kontakt in Richtung Sowjetunion herzustellen, im Gansu-Korridor von den Truppen der muslimischen Kriegsherren Ma Bufang, Ma Hongbin und Ma Zhongying angegriffen und fast vollständig ausgelöscht. Nur wenige Soldaten, zu denen auch Li Xiannian und Xu Xiangqian gehörten, konnten sich nach Yan’an durchschlagen. Inzwischen war die Zweite Einheitsfront zwischen Kommunisten und Nationalisten vereinbart worden, was Zhang vermutlich gerettet hat.
Zhang war, nachdem er seine Truppen in Sichuan fast vollständig verloren hatte, für Mao keine Gefahr mehr. Im September 1936 erhielt er deshalb den Posten des Vizepräsidenten der Shaanxi-Gansu-Ningxia-Grenzregierung, verbündete sich jedoch mit den 28 Bolschewiken um Wang Ming gegen Mao. Im Jahre 1937 wurde er in einer Sitzung des Erweiterten Politbüros kritisiert, so dass er, seiner Entfernung aus seinen Ämtern zuvorkommend, im Anfang April 1938 zu den Kuomintang überlief. Dort arbeitete er zunächst im Untersuchungsbüro für besondere politische Angelegenheiten von Dai Li, das jedoch bei der Bekämpfung der Kommunisten nicht effizient war, und später mit Zhu Jiahua. Nach Niederlage der Nationalisten im Bürgerkrieg ging er 1948 zunächst nach Taiwan, 1949 nach Hongkong, ab 1968 nach Kanada ins Exil. Dort schrieb er seine Autobiographie, die eine wichtige Quelle für die Erforschung der Frühphase der kommunistischen Bewegung in China sind.